# Cybister irritans
Cybister irritans är en skalbaggsart som först beskrevs av Carl August Dohrn 1875.  Cybister irritans ingår i släktet Cybister och familjen dykare. Inga underarter finns listade i Catalogue of Life.